# Micrapate cribripennis
Micrapate cribripennis är en skalbaggsart som först beskrevs av Pierre Lesne 1899.  Micrapate cribripennis ingår i släktet Micrapate och familjen kapuschongbaggar. Inga underarter finns listade i Catalogue of Life.